# Distretto di Longhu
Il distretto di Longhu (龙湖区S, Lónghú QūP) è un distretto della Cina, situato nella provincia del Guangdong e amministrato dalla prefettura di Shantou.